# Iphiaulax pallidiquamdalis
Iphiaulax pallidiquamdalis är en stekelart som beskrevs av Roy D. Shenefelt 1978. Iphiaulax pallidiquamdalis ingår i släktet Iphiaulax och familjen bracksteklar. Inga underarter finns listade i Catalogue of Life.